# Pilocarpina
A pilocarpina, também conhecido pelo nome comercial Salagen. é um alcaloideparassimpaticomimético extraído das folhas do jaborandi (Pilocarpus microphyllus), usado para tratar ressecamento dos olhos, boca e pele.

## História
É uma planta usada há séculos pelos índios tupi-guarani que habitam o Brasil e tiram proveito de suas propriedades de produzir suor e saliva. Foi introduzida na prática clínica pelo médico brasileiro Sinfrônio Coutinho, em 1874, através de extratos da folha do jaborandi para obter efeito diaforético (produção de suor) e sialogogo (produção de saliva). Trata-se de um agonista muscarínico não específico, lentamente degradado e sem efeitos sobre os receptores nicotínicos.

## Administração
A pilocarpina em colírio é usada como agente miótico (provoca a contração da pupila) e no tratamento do glaucoma. Em comprimidos serve para tratar ressacamento de olhos, boca e pele.
A pilocarpina também pode ser administrada por via intravenosa para exercer efeito antídoto contra envenenamento por atropina, um antagonista dos receptores colinérgicos muscarínicos.

## Mecanismos de ação
A pilocarpina é um fármaco parassimpaticomimético, ou seja, tem efeitos semelhantes aos da acetilcolina ativando o sistema parassimpático para aumentar a produção de secreções das glândulas exócrinas no organismo. Por este motivo ela é usada atualmente como primeira linha de tratamento em doentes com xerostomia (produção insuficiente de saliva), que pode ocorrer como efeito colateral da radioterapia em cabeça e pescoço para o tratamento de neoplasias e na síndrome de Sjogren.

## Efeitos adversos
Efeitos indesejáveis comuns incluem:
- Náusea e vômito
- Corrimento nasal
- Diarreia
- Calafrios ou calor
- Urinar mais
- Cansaço
- Tontura
- Acidez e dor estomacal
- Inflamação de membros
- Dor de cabeça